# 卡萨莱焦博伊罗
卡萨莱焦博伊罗（義大利語：Casaleggio Boiro），是意大利亚历山德里亚省的一个市镇。总面积12.2平方公里，人口414人，人口密度33.9人/平方公里（2009年）。ISTAT代码为006038。